# Гастон Рейфф
Гастон Рейфф  (фр. Gaston Reiff, 24 лютого 1921 — 6 травня 1992) — бельгійський легкоатлет, олімпійський чемпіон.

## Виступи на Олімпіадах
| Олімпіада      | Дисципліна | Місце                                                        |
| -------------- | ---------- | ------------------------------------------------------------ |
| Лондон 1948    | 5000 м     | 1                                                            |
| Гельсінкі 1952 | 5000 м     | 3 місце в забігу 1 (14.23,8), у фіналі не закінчив дистанцію |